# Edward King (évêque de Lincoln)
Pour les articles homonymes, voir Edward King et King.
Edward King (29 décembre 1829 – 8 mars 1910) est un ecclésiastique britannique, évêque de Lincoln de 1885 à sa mort.

## Carrière
Deuxième fils de Walter King, archidiacre de Rochester et recteur de Stone, Edward King étudie à Oriel College. Il est ordonné prêtre en 1854 et devient chapelain au séminaire de Cuddesdon College, puis principal en 1863. En 1873, il retourne à l'université d'Oxford comme professeur de théologie pastorale et chanoine de Christ Church.
Edward King devient évêque de Lincoln en 1885. Accusé de pratiques ritualistiques, il se défend devant l'archevêque de Cantorbéry Edward White Benson, puis devant le comité judiciaire du Conseil privé (1888-1890).
Le 8 mars, date de sa mort, est une célébration mineure dans le calendrier de l'Église d'Angleterre en son honneur.